# Xanthoria aureola
Xanthoria aureola är en lavart som först beskrevs av Erik Acharius, och fick sitt nu gällande namn av Erichsen. Xanthoria aureola ingår i släktet Xanthoria och familjen Teloschistaceae.  Arten är reproducerande i Sverige. Inga underarter finns listade i Catalogue of Life.

## Källor

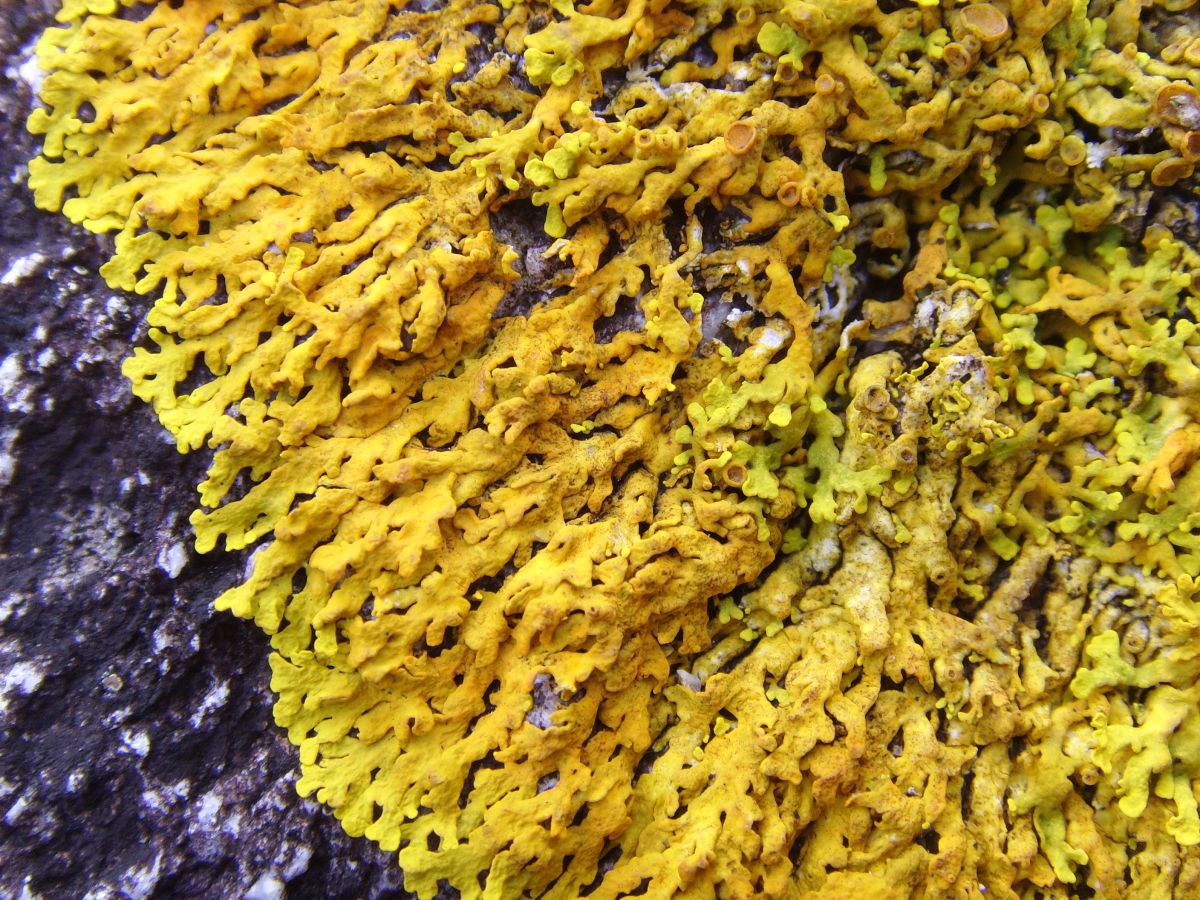